# بلگارد-سور-والزرین
بلگارد-سور-والزرین (به فرانسوی: Bellegarde-sur-Valserine) یک کمون در فرانسه با جمعیت ۱۱٬۴۰۴ نفر است که در Canton of Bellegarde-sur-Valserine واقع شده‌است.